# Ананьино (Ступинский район)
Ананьино — деревня в Ступинском районе Московской области в составе Семёновского сельского поселения (до 2006 года входила в Семёновский сельский округ). На 2015 год Ананьино, фактически, дачный посёлок: при 19 жителях в деревне 2 улицы (ул. Чирковская и ул. Цветочная) и 2 садовых товарищества. В Ананьино существовала Архангельская церковь XVI века постройки, сломанная в начале XX века.

## Население
| 2002 | 2006 | 2010 |
| ---- | ---- | ---- |
| 2    | ↘1   | ↗19  |

Ананьино расположено на западе района, на речке Самородинка, левом притоке реки Лопасня, высота центра деревни над уровнем моря — 164 м. Ближайшие населённые пункты: Чирково — около 500 м на восток, Дубечино в 1,2 км южнее и Гридюкино — около 1,8 км на восток.